# A.J. Burnett
Allan James Burnett (ur. 3 stycznia 1977) – amerykański baseballista, który występował na pozycji miotacza.
Po ukończeniu szkoły średniej, w czerwcu 1995 został wybrany w ósmej rundzie draftu przez New York Mets i po występach w klubach farmerskich tego zespołu, w lutym 1998 został oddany do Florida Marlins, w którym zadebiutował 17 sierpnia 1999 w meczu przeciwko Los Angeles Dodgers notując zwycięstwo. 12 maja 2001 w spotkaniu z San Diego Padres zaliczył no-hittera (7 SO, 9 BB).
W grudniu 2005 został zawodnikiem Toronto Blue Jays. W 2008 zaliczył najwięcej strikeoutów w American League (231). W grudniu 2008 podpisał pięcioletni kontrakt wart 82,5 miliona dolarów z New York Yankees. W 2009 zagrał w dwóch meczach World Series, w których Yankees pokonali Philadelphia Phillies 4–2. Grał jeszcze w Pittsburgh Pirates, Philadelphia Phillies i ponownie w Pirates, w którym zakończył karierę zawodniczą.
| Nagroda/wyróżnienie      | Lata | Źródło |
| All-Star                 | 2015 | [ 1 ]  |
| Zwycięzca w World Series | 2009 | [ 5 ]  |